# Josef Schovanec
Ne doit pas être confondu avec Jozef Chovanec.
 (octobre 2022).
Josef Schovanec, né le 2 décembre 1981 à Charenton-le-Pont, est un philosophe, écrivain et voyageur français d'origine tchèque. Autiste, il est un militant pour la dignité des personnes autistes.
Après une scolarité difficile, il obtient un diplôme à Sciences Po Paris, puis un doctorat en philosophie et sciences sociales à l'École des hautes études en sciences sociales (EHESS). Il est hyperpolyglotte, puisqu'il parle plus de sept langues dont l'amharique, l’arabe, le persan, et l'hébreu. Il découvre d'autres cultures et partage ses découvertes pendant, entre autres, sa chronique sur Europe 1, Voyages en Autistan et sur KTO, La Chronique atypique. Il est l'auteur de quatre ouvrages biographiques et récits de voyages abordant la question de l'autisme, dont son autobiographie Je suis à l’Est !. Il réalise aussi des traductions, et tient des chroniques écrites et orales lors d'émissions de radio. Il joue un rôle récurrent dans la série télévisée française Vestiaires, depuis la 4e saison.
Depuis 2007, Josef Schovanec donne de nombreuses conférences et des formations dans le domaine de l'autisme. Connu pour sa voix particulière, son sens de l'humour, sa politesse, sa franchise et sa logique, il témoigne souvent, lors de ces rencontres, sur ce qu'il vit et observe en tant que « personne avec autisme ». Il est présenté par certains journaux et auteurs comme l'un des porte-paroles de l'autisme en France, mais témoigne lui-même qu'il « ne représente personne » et a endossé ce rôle malgré lui. Il se positionne en faveur d'une société plus inclusive pour les personnes autistes et souligne les bienfaits du voyage. En tant que docteur en sociologie et philosophie, il étudie notamment les phénomènes de croyance.

## Biographie

### Enfance, formation et vie personnelle
Avec son retard de langage, — il commence à parler vers 6 ans —, Josef Schovanec est considéré comme inapte à passer en CP, et évite de justesse le redoublement de la grande section de l'école maternelle. Il apprend à lire et à écrire avant de savoir parler. Son éducation est vécue difficilement. Il est exclu des jeux de groupe, et subit des brutalités physiques exercées par les autres élèves. Il témoigne rentrer après la classe « couvert de boue et les vêtements déchirés ». Durant son enfance, il passe ses vacances en Suisse alémanique et dans les Alpes.
Apprendre des gestes courants tels qu'enfiler un manteau ou descendre un escalier lui est difficile. Il parle avec énormément de politesse à ses camarades de classe, se passionne pour l'Égypte antique, l'observation des moisissures et le processus de fossilisation, et témoigne se cacher dans des coins calmes et sombres (sous des lits ou aux toilettes) jusqu'à une demi-journée. Son absentéisme est particulièrement important en CM1 et en quatrième. Sa situation s'arrange pendant ses années de lycée. Les mathématiques formant sa discipline favorite, il envisage une carrière de mathématicien. Il obtient son baccalauréat scientifique à 17 ans, avec une mention très bien,. Il entre à l'institut d'études politiques de Paris (Sciences Po Paris), dispensé du passage de l'examen d'entrée grâce à sa mention au baccalauréat. Il passe l'année scolaire 2000-2001 à Mannheim, en Allemagne.
À son retour d'Allemagne en août 2001, il consulte un « cabinet psy », espérant recevoir un coaching pour résoudre ses difficultés de relations sociales. Cela débouche sur une prescription d'amisulpride, puis d'aripiprazole, d'olanzapine et de rispéridone, entraînant de nombreux effets secondaires. En raison d'une erreur de diagnostic, il est considéré comme schizophrène. Il rapporte dans Je suis à l'Est ! sa brève appartenance à Mensa France, à la même époque. Il soutient son DEA en 2003, mais termine difficilement son mémoire en pensée politique en raison de ses prescriptions de neuroleptiques, témoignant : « avec certains comprimés, je dormais quasi en permanence », ajoutant n'avoir aucun souvenir de l'année 2004. Un diagnostic du syndrome d'Asperger étant finalement posé à l'âge de 22 ans (ou vers 2005), il continue néanmoins de prendre les neuroleptiques qui lui sont prescrits pendant deux ans, avant de cesser ces consultations et prises de médicaments inadaptés en 2007.
Docteur et chercheur en philosophie et sciences sociales (à l'École des hautes études en sciences sociales à Paris et à l'université de Bucarest notamment), il consacre sa thèse de philosophie allemande (soutenue en 2009 sous la direction de Heinz Wismann) à la pensée et la théologie de Martin Heidegger en France. Il a étudié l'allemand, l'anglais, puis le grec ancien au collège et au lycée. Il entre plus tard à l'institut national des langues et civilisations orientales (Langues O') pour y suivre des cours, entre autres, d'hébreu, d'azéri et d'amharique, puis à Paris III pour un cursus de sanskrit, et à l'institut catholique de Paris pour des cours de vieil éthiopien. Il voyage dans de nombreux pays pour y suivre des cours de langue. Il fréquente des universités ou est invité pour des colloques tenus en Allemagne, au Canada, en Estonie, aux États-Unis, en Roumanie, en Russie, en Suisse, en Tunisie (à Tunis où il fut étudiant) et dans le Proche-Orient , entre autres. Il apprend l'arabe classique au sultanat d'Oman.
Il est hyperpolyglotte, puisqu'il parle le français, le tchèque, l'anglais, l'allemand, le persan et l’hébreu couramment, l’amharique, l’arabe, l’araméen, le chinois, l’azéri et le sanskrit moins couramment, et un peu d’estonien. Il s'intéresse aux cultures et aux langues, notamment orientales. Malgré ce bagage, il rencontre « 100 % d'échecs à ses entretiens d'embauche »,.
Fin 2006, il devient par hasard l'assistant de Hamou Bouakkaz, chargé du handicap à la Mairie de Paris, aveugle de naissance, qui le recrute sans entretien d'embauche,. Il bénéficie de certains aménagements de poste dus à son handicap, tels que la dispense de réunions. Il perd cet emploi en 2014, à l'arrivée d'Anne Hidalgo.
Le 4 octobre 2018, il est fait docteur honoris causa par l'Université de Namur, pour récompenser ses travaux sur l'intelligence collective. Après un nouvel hiver passé au sultanat d'Oman fin 2018, il donne des cours à l'université Kaust de Jeddah, en Arabie saoudite, début 2019. Il inaugure l'espace philosophique de l'Université de Namur (ESPHIN) en octobre 2019.
Il annonce son déménagement en Belgique fin octobre 2019, et suit les règles de confinement dû à la pandémie de Covid-19 en Belgique dans son nouveau domicile, dans les environs de Bruxelles.
Il reçoit un parrainage lors de l'élection présidentielle française de 2022, mais déclare ne pas être candidat et souhaiter que ce parrainage serve la cause de l'autisme. Interrogé à ce sujet, il déplore que le sujet du handicap soit peu abordé dans la campagne, et dénonce la bureaucratie, le centralisme et la communication autour du handicap.

### Militantisme et actions dans le domaine de l'autisme

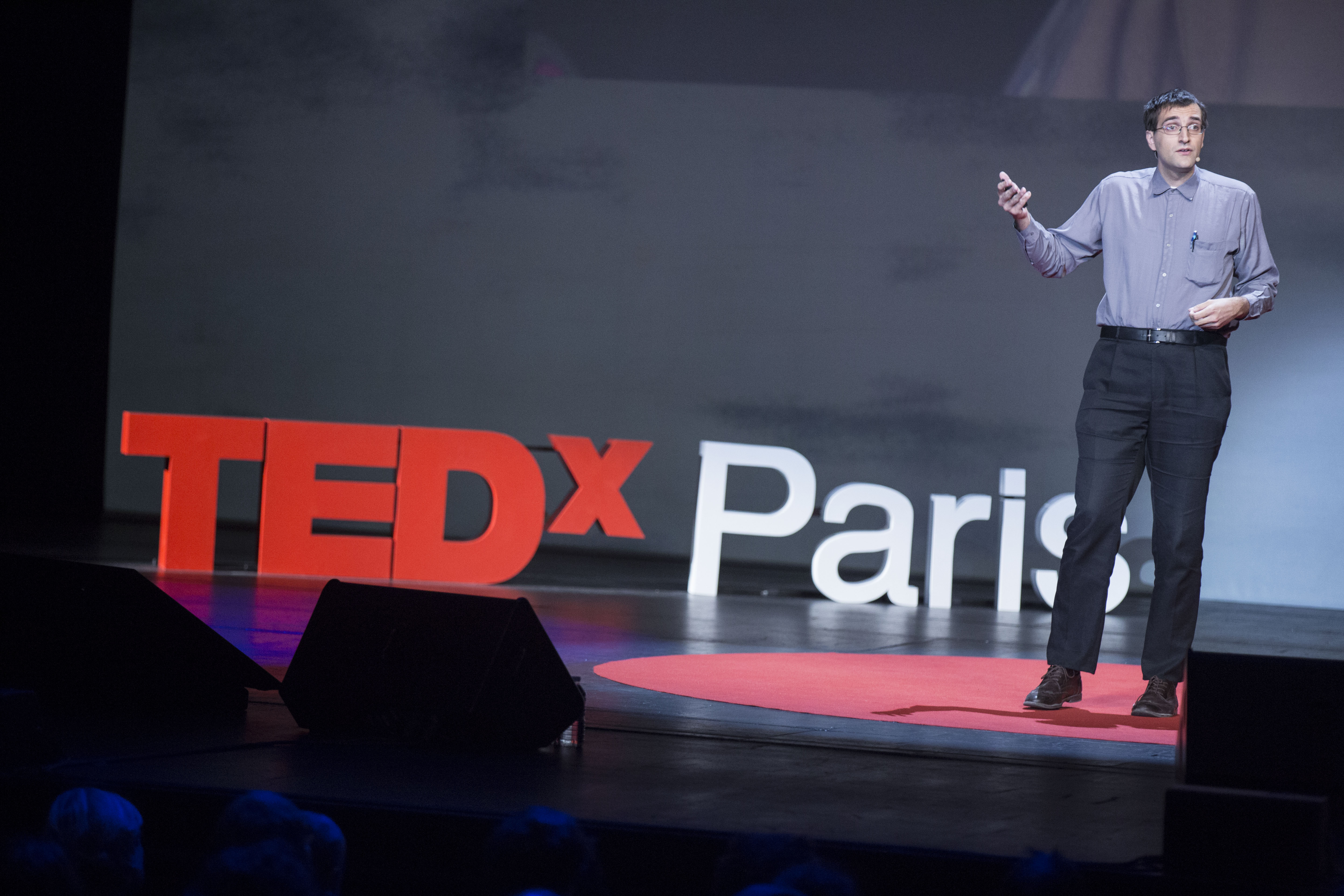
Josef Schovanec lors d'une conférence TED à Paris.

Josef Schovanec est régulièrement impliqué dans des actions de sensibilisation à l'autisme. Il passe pour la première fois sur une radio associative au début de l'année 2007, et est invité sur de nombreux plateaux télévisés entre novembre 2007 et novembre 2009. L'autisme étant déclaré « Grande Cause nationale » en 2012, il donne une conférence au Collège de France en juin et affiche son combat pour l'amélioration de la prise en compte des personnes autistes dans la société française. Il participe au documentaire-fiction Le Cerveau d'Hugo de Sophie Révil cette même année. Le quotidien Le Monde lui consacre un article à cette occasion.
En avril 2014, lors d'un entretien télévisé au Petit Journal de Yann Barthès pour la promotion de son deuxième livre Éloge du voyage à l'usage des autistes et de ceux qui ne le sont pas assez, il invite Ségolène Neuville, la secrétaire d'État chargée des Personnes handicapées, à passer du temps avec des personnes autistes pour mieux se sensibiliser à leur cause.
Lors de la conférence nationale du handicap le 19 mai 2016, il reçoit une mission du ministère de la Santé sous la direction de Ségolène Neuville, concernant l'insertion professionnelle des adultes autistes. Il s'exprime en faveur d'un développement du job coaching, et d'une adaptation des environnements de travail aux besoins particuliers des personnes autistes. Il soutient fin 2018 une expérimentation pilote d'accompagnement à l'emploi dans les Pays de la Loire.
Il est nommé au conseil de la Caisse nationale de solidarité pour l'autonomie le 18 octobre 2017, au titre de « personnalité qualifiée ».

### Écriture
Josef Schovanec publie son premier livre Je suis à l’Est ! en 2012, en collaboration avec Caroline Glorion. Cette autobiographie témoigne de son parcours et de réflexions sur les différences entre personnes non autistes et « personnes avec autisme » comme il le dit lui-même. L'ouvrage devient un succès de librairie : il s'agit d'un des très rares témoignages de personne autiste publiés en France.
Son deuxième livre Éloge du voyage à l'usage des autistes et de ceux qui ne le sont pas assez, sort en mars 2014. Il y parle de ses nombreux séjours dans plusieurs pays (Éthiopie, Arménie, Iran, Ouzbékistan, Taïwan, etc.), de ses découvertes mais aussi des bienfaits thérapeutiques du voyage,. Fin 2015, il publie son troisième livre, De l'Amour en Autistan, qui aborde la vie émotionnelle des personnes autistes, et fin mars 2016, le quatrième : Voyages en Autistan. La seconde saison de Voyages en Autistan, tirée de ses chroniques radio, sort un an plus tard. Il est accueilli dans une résidence d'écrivains en Nouvelle-Zélande pendant cinq mois début 2017. En juillet 2017, il tient une chronique écrite dans le quotidien La Libre Belgique. En mars 2018 sort son sixième livre, un essai intitulé Nos intelligences multiples. Il préface Les Enfants d'Asperger, paru en mars 2019, puis collabore à l'ouvrage de photographies Kinderszenen, qui sort début 2020.
Il tient une chronique écrite dans La Dépêche du Midi en 2020 ; son éditorial intitulé « Peut-on critiquer Brigitte Macron ? », publié en septembre, est qualifié de « portrait au vitriol » par la journaliste de Gala Tatiana Wakam, le lendemain de sa parution.

### Radio et télévision
De 2014 à 2021, Josef Schovanec est chroniqueur dans l'émission Carnets du monde, sur la radio Europe 1. La rédaction de cette radio découvre le contenu de ses chroniques au dernier moment précédant leur diffusion. Depuis septembre 2016, il tient également une chronique littéraire hebdomadaire pendant l'émission Entrez sans frapper sur la chaîne de radio belge La Première (RTBF). Depuis la rentrée 2019, sa nouvelle chronique sur La Première s'intitule « La bulle de Josef Schovanec ». Il tient aussi une chronique sur KTO depuis septembre 2020.
Il apparaît dans la série Vestiaires, sur France 2 (saison 4, épisode 23), où il interprète le rôle d'un autiste obsédé par la poésie perse. Il reprend ce rôle dans l'épisode Adopte une femme de la saison 5. Il fait depuis des apparitions récurrentes dans toutes les saisons,.
Il reçoit le 30 mai 2018 le prix audiovisuel de l'Association Planète Albert-Kahn, au musée de l'Homme à Paris, pour récompenser le regard qu'il offre sur le monde dans l'émission radio Voyages en Autistan.

## Personnalité
Josef Schovanec est reconnu pour sa politesse extrême, sa franchise, sa logique et son sens de l'humour. Il refuse de se définir « par un seul critère », par exemple en tant que diplômé de Sciences Po, ou même en tant que « personne autiste » :

« Moi, c'est Josef. Le fait que je sois ou non diplômé de Sciences Po ou d'un autre établissement, c'est comme avoir ou non un mouchoir dans la poche. Il se trouve qu'il est là, mais on ne se définit pas par rapport à lui. »

— Je suis à l'Est !
Il décrit l'expression de son autisme comme étant l'une de ses particularités, auxquelles on peut ajouter le fait de mesurer « environ 1,95 m », ainsi que son surdouement. Il a réussi les tests d'entrée de l'association Mensa pendant l'année 2000-2001, et en a été membre quelque temps, mais précise avoir obtenu des résultats « désastreux » à certains tests de QI. Son ancien employeur, Hamou Bouakkaz, le décrit comme « un garçon d'une intelligence exceptionnelle, jamais dans le calcul ». 
D'après le psychiatre Bruno Gepner, il manie volontiers l'ironie, voire un certain cynisme. Ce dernier ajoute que « encore extrêmement stressé par l’environnement social, [il] est doté d’une mémoire impressionnante pour les langues et les cultures et d’une conscience sociétale aiguë ; il parle si lentement d’une voix aiguë et monocorde ». Josef Schovanec a en effet une voix lente, perçue comme ayant un « accent indéfinissable » et un timbre haché : il est fréquent que d'autres personnes croient qu'il a l'accent suisse.
Josef Schovanec témoigne expérimenter souvent de l'anxiété. Il tente d'éviter les situations potentiellement trop stressantes. Il a appris les codes sociaux pour se donner une apparence de normalité, entre autres en lisant des manuels de management, mais a des difficultés pour reconnaître les personnes. Il parle souvent avec des constructions grammaticales complexes. Il collectionne les bouteilles d'eau de 50 cl et déclare avoir appris à ne pas parler de cette passion, qui passe pour étrange lors de ses entretiens d'embauche. Les efforts sociaux qu'il fournit pendant ses interactions avec d'autres personnes ont tendance à l'épuiser. Il passe beaucoup de temps à lire et à naviguer sur le web. Dans Je suis à l'Est !, il témoigne aussi avoir un « certain monde intérieur » qu'il ne partage pas avec les psychiatres.

## Prises de position et travaux

### Point de vue sur l'autisme
Josef Schovanec déclare assimiler l'autisme à « une manière différente d'être », et non à « une pathologie qui se guérit avec des comprimés ». Il souhaite que « les personnes avec autisme », selon sa formulation, puissent être réellement prises en compte « comme personnes » et non comme des malades, des handicapés ou des psychotiques. Il s'interroge sur l'exclusion des personnes qui s'écartent de la norme. Le psychanalyste Hervé Bentata estime que son témoignage « se démarque avec force des portraits-robots de l’autisme ».
Il se déclare effaré par ce qu'il a vu en visitant les hôpitaux psychiatriques français et les établissements belges qui accueillent les personnes autistes. Il souhaite que ces personnes puissent avoir une place dans la société et bénéficier d'une qualité de vie correcte,. Partisan de l'inclusion des personnes autistes hors d'établissements spécialisés, il témoigne aussi d'avoir croisé plusieurs personnes autistes à la rue malgré leurs capacités (par exemple pour les langues) et dénonce leur taux de suicide ainsi que l'absence d'étude sur leur espérance de vie. Il dénonce aussi un amalgame « fantasmé » et fréquent entre l'autisme, la violence et les comportements inappropriés. Il ajoute que « les personnes avec autisme se fatiguent beaucoup plus vite que les autres parce qu'elles doivent mener simultanément beaucoup de tâches de front. On parle parfois de double, ou de triple cursus pour l'enfant avec autisme à l'école, qui doit non seulement apprendre le français et les maths, mais également les codes sociaux ». Il explique avoir pris conscience que son handicap puisse être également un avantage durant les examens de mathématiques, qu'il terminait beaucoup plus vite que ses camarades de classe.
Selon lui, le « spectre de l'autisme » n'a pas de délimitations ni de compartiments, et « il ne faut pas apposer des étiquettes sur le front des gens ». 
Dans son ouvrage Je suis à l’Est !, il dénonce — « non sans pertinence », selon le psychanalyste Jean-Claude Maleval — des « techniques psychanalytiques inappropriées », mais regrette aussi la « guéguerre » qui sévit en France entre les psychanalystes et les « anti-psychanalyse », qu'il estime dans l'ensemble être nuisible aux personnes avec autisme. Il évoque avec humour la période où il était placé sous « camisole chimique », sans rancune contre les professionnels de santé qu'il a vus, uniquement contre ceux « qui ne veulent pas savoir et refusent d'avancer ». Il s'oppose au packing, qu'il qualifie de « pratique moyenâgeuse » et d'« atteinte grave aux droits de la personne ». L'autisme peut selon lui être reconnu « comme miroir de la société, de ses enjeux et de ses problèmes ».
D'après Olivia Cattan, ses conférences « pleines d'humour » ont permis d'émettre un doute quant à certains clichés, notamment celui qui décrit les personnes autistes comme étant enfermées dans une « petite boîte ».
Selon les déclarations de Yannick Pinard, ancien éducateur spécialisé en art-thérapie et auteur d'un essai sur l'éducation et le soin spécialisé, Josef Schovanec est apprécié en qualité de porte-parole par certaines personnes diagnostiquées comme autistes en France. Cependant, il déclare « ne représenter personne » et avoir endossé ce rôle « malgré lui ». Par ailleurs, il n'a aucune charge associative dans le domaine de l'autisme. Ses centres d'intérêt sont l'Histoire et les langues anciennes, non l'autisme : « […] l'autisme n'est pas une passion personnelle, je lis très peu sur ce sujet. Je raconte des petites histoires, celles de mes amis, les miennes ».

#### Diagnostics abusifs
En février 2020, il allègue l'existence de poses de diagnostic abusives chez les adultes autistes : « À peu près tous les professionnels de l'autisme [le] constatent […] mais peu de gens osent parler, tant le tabou est lourd. […] s'agissant uniquement des adultes dont la demande est personnelle, au sens où elle n'émane pas d'un tiers, on peut raisonnablement estimer que les deux tiers des nouveaux diagnostics sont faux ou douteux. Le phénomène est assez nouveau. »

### Point de vue sur le voyage
Josef Schovanec est « presque tout le temps en voyage ». Partisan des bienfaits thérapeutiques du voyage, il estime que les personnes autistes peuvent, ailleurs, se sentir enfin appréciées : 

« Le voyage, mieux que nulle autre thérapie, rend obsolètes les traumatismes passés. Vous vous sentez moche ? Peut-être faites vous même partie avec moi des gens peu favorisés par Dame Nature ? Peu importe. Ce qui passe ici pour un défaut pourra devenir une qualité ailleurs,. »

Il se prononce en faveur du nomadisme, et estime que le gain de la société occidentale en confort matériel s'accompagne d'une perte de la capacité à apprendre des langues et à accueillir les autres. Il évoque le décalage perçu dans l'association entre la vision populaire de l'autisme (des personnes enfermées dans des bulles) et le voyage, précisant que les personnes autistes ne voyagent pas en suivant les circuits habituels. Il a visité de très nombreux pays (Iran, Ouzbékistan, Irlande, Chine…), généralement en solitaire. Il déclare avoir commencé à voyager grâce aux langues qu'il a apprises, et par certitude de ne rien avoir à perdre, alors qu'il ne trouvait pas sa place en France.

### Foi et étude des croyances
En 2014, interrogé sur sa foi, il déclare au journal chrétien Ombres et lumière : 

« J'ai tendance à suivre les amis du moment, suivre au sens géographique ou physique : à la synagogue avec des amis juifs, à la mosquée avec des amis musulmans… J’ai un vrai intérêt pour les croyances des gens. Les croyances sont les idées les plus universelles qui voyagent de pays en pays, de culture en culture. Le phénomène religieux unit beaucoup plus qu’il ne sépare. »

Dans une émission œcuménique diffusée en mai 2014 sur France 2, Kaïros, « Un autre regard sur le handicap », il dit, en commentant le verset de la 1re épître de Paul aux Corinthiens (1 Cor 1:27 : « Dieu a choisi les choses folles du monde pour confondre les sages ») : « Je pense qu’il est bien triste d’être normal ou d’être non-fou ».
Il lit de nombreux textes religieux dans leur langue originelle (le Coran en arabe, la Bible en araméen, hébreu et grec ancien). En termes de recherches, Josef Schovanec s'est spécialisé dans les études de comparatisme religieux, en particulier du Judaïsme, de l'Islam et du Bouddhisme ; il a publié à propos du lien entre religion et technologie, et du sentiment religieux dans le monde contemporain.

### Critiques de la politique française en matière de handicap
En 2020 et 2021, il est critique de l'action du gouvernement français, dénonçant un bilan désastreux avec un manque important de chiffres, d'innovations et de moyens (notamment d'Accompagnants des élèves en situation de handicap). Il parle également de récupération de projets d'acteurs de terrains qui seraient présentés comme des réalisations gouvernementales. Selon lui, les bases nécessaires ne sont pas posées pour une véritable inclusion des personnes en situation de handicap, citant notamment l'absence de loi concernant l'accès à l'université qui permettrait à terme un meilleur accès à l'emploi.
Josef Schovanec reproche à Sophie Cluzel, secrétaire d'État chargée des personnes handicapées, d'avoir voulu mettre les associations à l'écart des organismes consultatifs, au profit d'individus choisis, et parle de pressions pour forcer les associations à coopérer, sous peine d'être ostracisées. Il indique que lui-même et d'autres personnes autistes nommées au Comité d'autisme ne sont plus invités aux réunions de celui-ci et il accuse également le ministère d'avoir tenté de le discréditer auprès des médias.
En 2021, il annonce s'être installé en Belgique où il estime que les autistes sont « davantage respectés dans [leurs] droits et dans [leur] différence » (le pays a notamment, en mars 2021, inscrit le droit des personnes handicapées à participer pleinement à la société dans sa constitution).
Depuis, il travaille notamment au service d'aide pour étudiants à besoins spécifiques de l'Université catholique de Louvain,.

### Refus de se définir comme «Asperger»
Josef Schovanec refuse d'être décrit comme « Asperger », et milite pour que la notion de syndrome d'Asperger ne soit plus utilisée, en raison du lien entre la création de ce diagnostic et l'époque nazie,.
Il met en doute son propre diagnostic de syndrome d'Asperger en raison de son retard de langage, « qui ne cadre pas très bien avec le syndrome d'Asperger », précisant que « de nombreuses personnes définies comme Asperger avaient au départ un profil beaucoup plus lourd ».

## Œuvres

### Livres
- Je suis à l’Est ! : Savant et autiste, un témoignage unique, Paris, Plon, 2012, 246 p. (ISBN 978-2-259-21886-3).
- Éloge du voyage à l’usage des autistes et de ceux qui ne le sont pas assez, Paris, Plon, 2014, 227 p. (ISBN 978-2-259-22223-5).
- De l'Amour en Autistan, Paris, Plon, 2015, 223 p. (ISBN 978-2-259-22947-0).
- Voyages en Autistan : Chroniques des « Carnets du monde », Plon, 2016, 252 p. (ISBN 978-2-259-24931-7).
- Voyages en Autistan : Chroniques des Carnets du monde, saison 2, Paris, Plon, 2017, 212 p. (ISBN 978-2-259-25304-8).
  - Ces deux ouvrages sont la transcription de chroniques sur Europe 1[107] .
- (dir. avec Claude Carat) Je cuisine un jour bleu : Gourmets autistes, recettes et témoignages, Mens, Terre vivante, 2018, 176 p. (ISBN 978-2-36098-336-0).
- Nos intelligences multiples : le bonheur d'être différent, Paris, éditions de l'Observatoire, 2018, 194 p. (ISBN 979-10-329-0096-3).

### Articles de recherche
- « Sujet, être, être-là : Heidegger, ou l’être humain entre pensée juive et philosophie grecque », Yod, no 15,‎ 2010, p. 235-259 (DOI 10.4000/yod.677, lire en ligne, consulté le 17 avril 2016).
- « L’Orient dans l'Occident : la mort dans les religions nouvelles–l'exemple de la religion bahaï et de la théosophie », Annales Universitatis Apulensis Series Historica, no Spécial 2,‎ 2010, p. 223-236.
- « L’entrebâillement du tissu : ruser avec la grammaire dans la pensée d'aujourd'hui », dans La ruse : entre la règle et la triche, PUQ - Université du Québec à Montréal. Groupe d'études et de recherches en sémiotique des espaces, 2011 (ISBN 2760532011 et 9782760532014), p. 31-49.
- « Réflexions sur la scolarisation des élèves autistes à partir d’une expérience », La nouvelle revue de l'adaptation et de la scolarisation, I.N.S.H.E.A., no 60,‎ avril 2012, p. 11-21 (ISBN 9782366160093, lire en ligne).
- (en) Posthumanism: Is there a theophany in the computer? Kurzweil and the eternal return of the sacred (Université de Bucarest, 2012-2013)[97]
- « Scolarisation et devenir socio-professionnel des personnes avec autisme », dans Scolariser des élèves avec autisme et TED - Vers l'inclusion, Dunod, coll. « Psychologie et pédagogie », 2012 (ISBN 2100575333 et 9782100575336), p. 13-28.
- (en) « The Power of Heroes and Gods: The Sacred North in Ancient Semitic and Indian Cultures », Eleanor Rosamund Barraclough; Danielle Cudmore & Stefan Donecker (Hgg.): Imagining the Supernatural North, Beiträge zum zirkumpolaren Norden 3,‎ 2014.

### Traductions
- Tony Attwood (trad. de l'anglais par Josef Schovanec), Le syndrome d'Asperger : guide complet, De Boeck Supérieur, coll. « Questions de personne. Série TED », 2009, 487 p. (ISBN 978-2-8041-0623-2 et 2-8041-0623-3, présentation en ligne).
- Liane Holliday Willey (trad. de l'anglais par Josef Schovanec), Vivre avec le syndrome d'Asperger ; un handicap invisible au quotidien, Bruxelles/Paris, De Boeck Supérieur, coll. « Questions de personne. Série TED », 2010, 152 p. (ISBN 978-2-8041-0104-6 et 2-8041-0104-5, lire en ligne).
- (en) Stephen M. Shore et Linda G. Rastelli (trad. Josef Schovanec et Caroline Glorion), Comprendre l'autisme pour les nuls, Éditions First, mars 2015, 384 p. (ISBN 2-7540-6581-4)..

### Contributions et préfaces
- 2014 : auteur d'un chapitre du Bestiaire fantastique des voyageurs[108].

- 2018 : préface du livre de Julie Dachez, Dans ta bulle !, édition Marabout Poche

## Théâtre
- (en) Is There Life on Mars de Héloïse Meire et Cécile Hupin. Compagnie What's up ?! Prix de la critique 2016-2017.

## Filmographie
Josef Schovanec est aussi apparu dans des documentaires comme :
- 2011 : Autisme, l'espoir de Natacha Calestrémé
- 2012 : Le Cerveau d'Hugo de Sophie Révil
- 2014 : Mon univers à part de Sophie Robert et Alexandre Dinaut (clip)
- 2015 : Autistes : une place parmi les autres ? de Marina Julienne et Martin Blanchard
- 2015 : Notre intelligence dévoilée d'Amine Mestari
- 2016 : Joe de Tarik Ben Salah[109]

#### Articles de presse
- [Belpois 2012] Marc Belpois, « Josef Schovanec : “En France, ‘autiste’ est synonyme d'‘enfant’. C'est curieux quand on y songe” », Télérama,‎ 17 décembre 2012 (ISSN 0040-2699, lire en ligne, consulté le 3 mai 2016)
- [Cabut 2012] Sandrine Cabut, « Josef Schovanec, ambassadeur hors normes », Le Monde,‎ 4 octobre 2012 (ISSN 0395-2037, lire en ligne, consulté le 28 mars 2016)
- [Calvi 2012] Yves Calvi, « Josef Schovanec, atteint du syndrome d’Asperger : "On peut être Prix Nobel et ne pas savoir dire bonjour" », RTL, 27 novembre 2012 (consulté le 28 mars 2016)
- [Chatel 2014] Florence Chatel, « Saltimbanque de l'autisme », Ombres et lumière, no 199,‎ 2014 (lire en ligne)
- [Le Dréau 2013] Alice Le Dréau, « Josef Schovanec, autiste : « Je ne suis pas si bizarre » », Pèlerin, no 6800,‎ 28 mars 2013 (ISSN 0764-4663, lire en ligne)
- [Leclair 2016] Agnès Leclair, « Josef Schovanec : « On ne sait même pas combien il y a d'autistes ! » », Le Figaro,‎ 28 mars 2016 (ISSN 0182-5852, lire en ligne, consulté le 26 avril 2016)
- [Legrand 2015] Christine Legrand, « Josef Schovanec, saltimbanque de l'autisme », La Croix,‎ 31 décembre 2015 (ISSN 0242-6056, lire en ligne, consulté le 14 octobre 2017)
- [Tager 2014] Djénane Kareh Tager, « Josef Schovanec : “Être comme vous est un combat” », Clés,‎ juin-juillet 2014, p. 96-97 (lire en ligne, consulté le 26 avril 2016).

#### Interview à la télévision
- [Biraben 2017] « Josef Schovanec » (interview), RTS Un, Radio télévision suisse « Écran total »,‎ 25 juillet 2017 (lire en ligne [[vidéo]]) Interview conduite par Maïtena Biraben dans le cadre de l'émission télévisée hebdomadaire Écran total. Durée : 43:58.